# ويليام وايت (لاعب هوكي الحقل)
ويليام وايت (بالإنجليزية: William White)‏ (و. 1920 – 1990 م) هو لاعب هوكي الحقل، ولاعب كريكت من المملكة المتحدة، والمملكة المتحدة لبريطانيا العظمى وأيرلندا، شارك في الألعاب الأولمبية الصيفية 1948، توفي في كامبريدج، عن عمر يناهز 70 عاماً.

## التعليم
تعلم في جامعة كامبريدج
.

## روابط خارجية
- ويليام وايت على موقع أوليمبيديا (الإنجليزية)